# Protopterus annectens
Protopterus annectens — вид дводишних риб. Трапляється в Західній Африці.

## Опис
P. annectens має випукле рило та маленькі очі. Тіло довге, вугроподібне. Він має дві пари довгих, ниткоподібних плавців.